# Tsuzumi
Tsuzumi (jap. 鼓) – japoński bęben ręczny z grupy bębnów klepsydrowatych. 

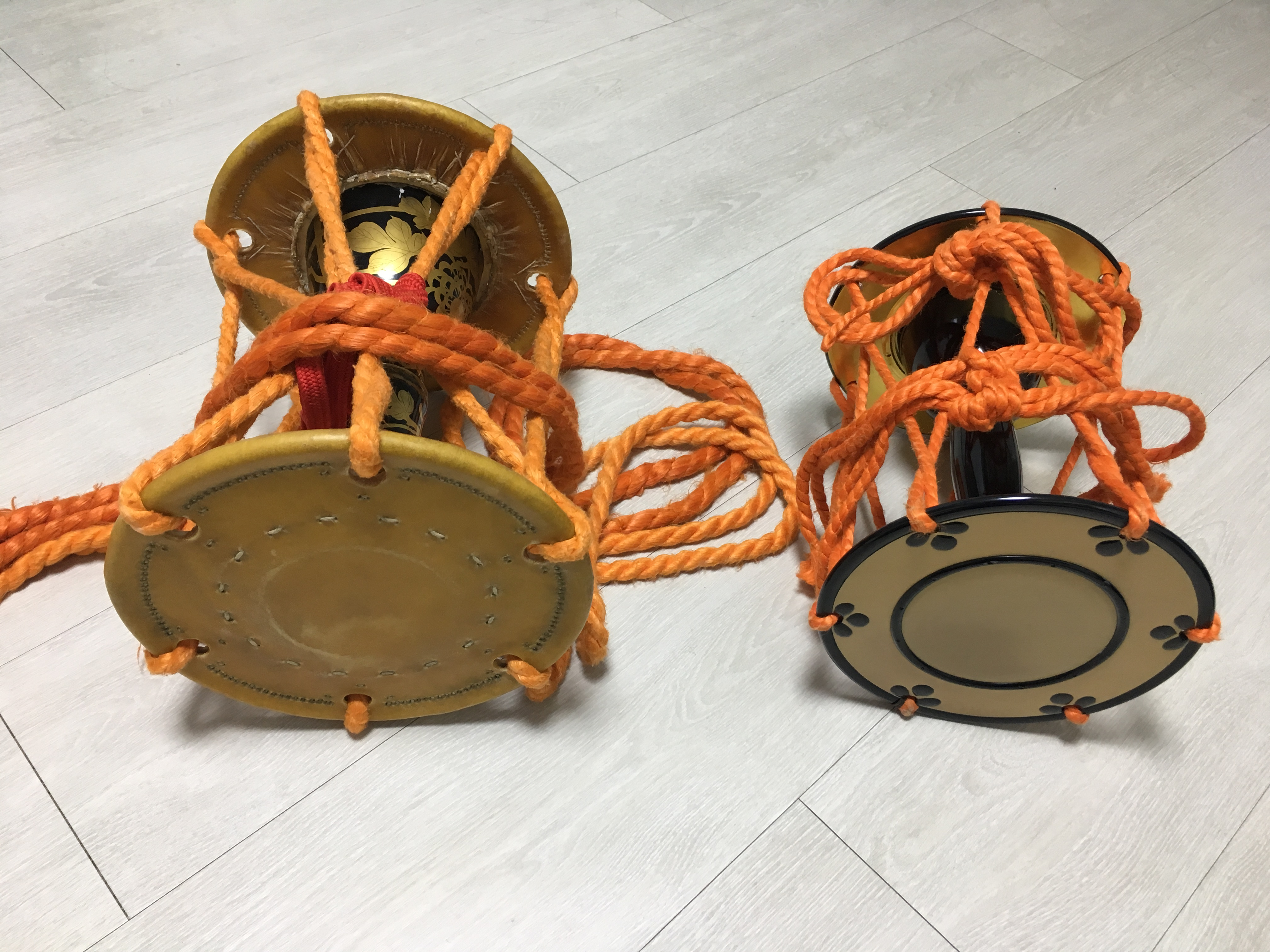
Ō-tsuzumi (po lewej), ko-tsuzumi (po prawej)

Ogólne słowo tsuzumi odnosi się głównie do ko-tsuzumi mniejszego bębna tego rodzaju. Oba rodzaje składają się z drewnianego korpusu w kształcie klepsydry. Korpus jest związany w sposób umożliwiający regulację barwy dźwięku poprzez zmianę naprężenia sznurów.
Jest jedynym japońskim typem bębna uderzanym ręką bez użycia pałeczek.
Wykorzystywany jest m.in. w teatrze nō, w którym tradycyjnie korzysta się z dwóch rodzajów tsuzumi: trzymanego przy barku, mniejszego bębna ko-tsuzumi (小鼓) oraz trzymanego przy biodrach, większego bębna ō-tsuzumi (大鼓) inaczej zwanego ō-kawa (大革).